# 千宗室 (14代)

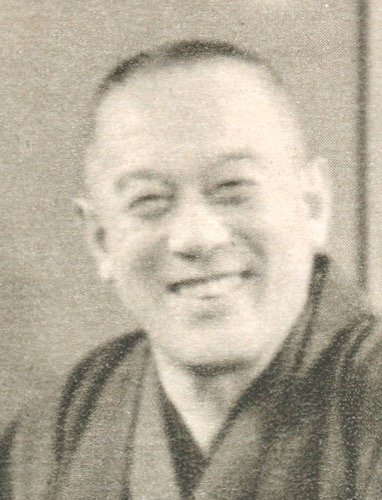
千宗室（14代）1953年

14代千 宗室（せん そうしつ、1893年〈明治26年〉7月24日 - 1964年〈昭和39年〉9月7日）は、日本の茶人。茶道裏千家14代家元。

## 人物

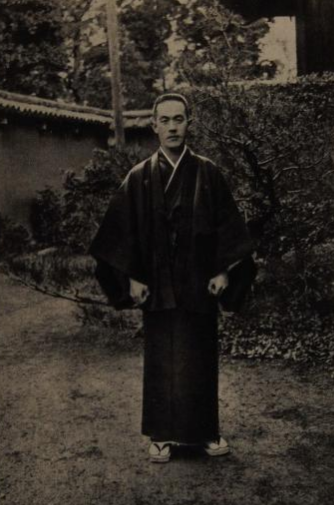
1924年12月1日、大徳寺にて

東京都出身。13代千宗室の長男。弟に井口海仙。同志社普通部卒。号は碩叟、淡々斎。
1940年（昭和15年）、全国組織の淡交会を設立、裏千家発展の基礎を築く。また国際茶道文化協会を設立、茶道の海外普及にも努めた。
妻は、伊藤かよ。子に長女の塩月弥栄子（宗芯）、次女の櫻井良子（宗養、子爵・桜井忠胤長男・忠養の妻）、長男の千玄室（15代千宗室）、次男の納屋嘉治（淡交社社長）、三男・大谷巳津彦（デザイナー）。巳津彦の妻は戦後最大級のフィクサーと呼ばれた大谷貴義の娘大谷享子。その長男・大谷裕巳は茶道関連事業を手掛けている。

## 著書
- 『風興集』茶道月報出版部、1936年。
  - 『風興集』（17版）河原書店、1955年。
- 『淡々随筆』交友堂〈茶道全書 第4編〉、1942年。
- 『小習事一六ケ条伝記』一条書房、1944年。
- 『風興集 続』河原書店、1948年。
- 『無限集』淡交社、1949年。
- 『花月風雅集』（淡々斎宗室 浜本宗俊編）淡交社〈淡交叢書〉、1949年。
- 『茶室 設計詳図とその実際』（村田治郎、北村伝兵衛共編）淡交新社、1959年。
  - 『茶室 設計詳図とその実際』（村田治郎、北村伝兵衛共編 / 改訂版）淡交社、1968年。
- 『裏千家淡々斎遺芳集 第1巻 （器物・茶室編）』淡交新社、1965年。
- 『裏千家淡々斎遺芳集 第2巻 （自会記・他会記編）』淡交新社、1965年。
- 『茶に生きる』（淡々斎千宗室）講談社、1987年9月。